# Boulevard Carnot (Paris)
Pour les articles homonymes, voir Boulevard Carnot.
Ne doit pas être confondu avec Avenue Carnot (Paris).
Le boulevard Carnot est une voie située dans le quartier du Bel-Air dans le 12e arrondissement de Paris.

## Situation et accès
Le boulevard Carnot est principalement desservi par la ligne 1 du métro à la station Porte de Vincennes.

## Origine du nom
Cette avenue doit son nom au général Lazare Carnot, « général, homme d'État et savant français », membre de la Convention nationale, surnommé l'« organisateur de la victoire de 1793 » ou « le grand Carnot ».

## Historique
Cette voie est l'ancien chemin de grande communication no 50, situé au-delà de l'enceinte de Thiers, sur la commune de Saint-Mandé et annexé à Paris en 1929.
En 1962, la partie située entre l'avenue Courteline et l'avenue Daumesnil prend le nom de « boulevard de la Guyane ». En 1969, la construction du boulevard périphérique de Paris absorbe le tronçon compris entre l'avenue Émile-Laurent et le boulevard de la Guyane.
Le boulevard était inclus dans la ZAC Porte-de-Vincennes.

## Bâtiments remarquables et lieux de mémoire
- Le boulevard débute au niveau de la porte de Vincennes et finit au début de la coulée verte René-Dumont à laquelle on accède à ce niveau par un escalier en colimaçon.
- Il donne accès, au niveau de la porte de Vincennes, au jardin Marguerite-Huré, du nom d'une artiste du quartier.
- Le boulevard longe l'école Lamoricière dans sa partie nord puis le collège Germaine-Tillion (ex-Vincent-d'Indy) au-delà de l'avenue Courteline.
- L'arrière du Centre international de séjour de Paris.
- La piscine Roger-Le-Gall hébergeant le Club des nageurs de Paris (CNP)[3].

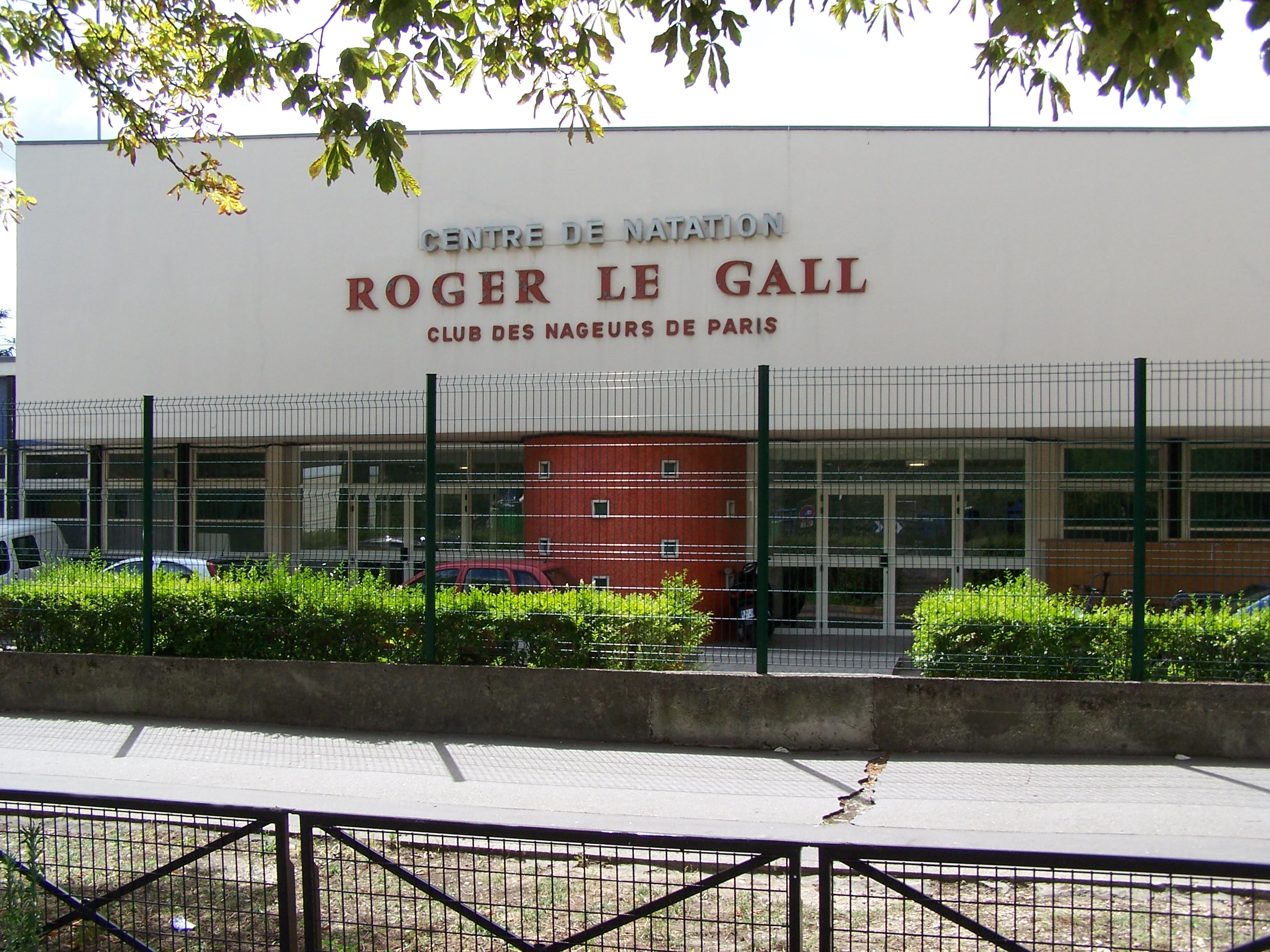
Le CNP, centre Roger-Le-Gall.